# Rapanea villosissima
Rapanea villosissima là một loài thực vật có hoa trong họ Anh thảo. Loài này được (Mart.) Mart. miêu tả khoa học đầu tiên năm 1856.